# Dolichopeza magnisternata
Dolichopeza magnisternata är en tvåvingeart som beskrevs av Alexander 1949. Dolichopeza magnisternata ingår i släktet Dolichopeza och familjen storharkrankar. Inga underarter finns listade i Catalogue of Life.